# Quỳnh Mỹ, Quỳnh Lưu
Quỳnh Mỹ là một xã thuộc huyện Quỳnh Lưu, tỉnh Nghệ An, Việt Nam.
Xã Quỳnh Mỹ có diện tích 8,6 km², dân số năm 1999 là 7.682 người, mật độ dân số đạt 893 người/km².